# Timothy Scott (Schauspieler, 1937)
Timothy Christopher Scott (* 20. Juli 1937 in Detroit, Michigan; † 14. Juni 1995 in Los Angeles, Kalifornien) war ein US-amerikanischer Schauspieler.

## Leben
Timothy Scott wurde 1937 als Timothy Christopher Scott in Detroit, Michigan geboren. Im Kindesalter zog seine Familie mit ihm nach Albuquerque, New Mexico. Scott starb im Alter von 57 Jahren an den Folgen von Lungenkrebs am 14. Juni 1995 in Los Angeles, Kalifornien.
Timothy Scott feierte sein Schauspieldebüt 1965 in dem schwarz/weiss Kriminalfilm Motorpsycho … wie wilde Hengste. Unter der Regie von Russ Meyer verkörperte Scott den Biker Slick. Als Messy James stand er für die Fernsehserie Batman für zwei Folgen vor der Kamera. Neben Bruce Lee sah man ihn in dem Spielfilm Das Geheimnis der grünen Hornisse, der aus vier Folgen der Fernsehserie Green Hornet besteht. Da Scott in einer Folge der Serie mitspielte, sah man ihn auch in dem Spielfilm als Honey. Im Jahr 1967 spielte er in den Western Der Weg nach Westen, Das Teufelsweib von Texas sowie In der Hitze der Nacht und Rat mal, wer zum Essen kommt mit. Es folgten weitere Nebenrollen in den Filmen Zwei Banditen neben Paul Newman und Robert Redford, Fluchtpunkt San Francisco neben Barry Newman, In der Glut des Südens neben Richard Gere und Brooke Adams, Der elektrische Reiter abermals neben Redford und Jane Fonda und in der britisch-amerikanischen Koproduktion Eureka neben Gene Hackman, Theresa Russell, Joe Pesci, Mickey Rourke und Ed Lauter. In dem Film Gettysburg über die Schlacht von Gettysburg im Sezessionskrieg verkörperte Timothy Scott den konföderierten General Richard Stoddert Ewell. Darüber hinaus spielte er in weiteren Fernsehserien wie Shaft, T. J. Hooker, Unsere kleine Farm und Wildes Land mit. Neben seinem Engagement bei Kinofilmen wirkte Scott in zahlreichen Fernsehfilmen, die dem Genre des Western angehören, mit.

## Filmografie (Auswahl)
- 1965: Motorpsycho … wie wilde Hengste (Motorpsycho)
- 1966: Batman (Fernsehserie, zwei Folgen)
- 1966: Das Geheimnis der grünen Hornisse
- 1967: Der Weg nach Westen (The Way West)
- 1967: Das Teufelsweib von Texas (The Ballad of Josie)
- 1967: In der Hitze der Nacht (In the Heat of the Night)
- 1967: Rat mal, wer zum Essen kommt (Guess Who’s Coming to Dinner)
- 1968: Der Partyschreck (The Party)
- 1969: Zwei Banditen (Butch Cassidy and the Sundance Kid)
- 1971: Heißes Gold aus Calador (One More Train to Rob)
- 1971: Fluchtpunkt San Francisco (Vanishing Point)
- 1973: Shaft (Fernsehserie, Folge 1x04 The Kidnapping)
- 1978: In der Glut des Südens (Days of Heaven)
- 1979: Der elektrische Reiter (The Electric Horseman)
- 1982: T. J. Hooker (Fernsehserie, eine Folge)
- 1983: Eureka
- 1983: Unsere kleine Farm (Little House on the Prairie Fernsehserie, eine Folge)
- 1984: Footloose
- 1985: Cheers (Fernsehserie, Folge 4x16 Cliffie’s Big Score)
- 1986: Das abenteuerliche Leben des John Charles Fremont (Dream West, Mini-Serie)
- 1986: Angst und Einsamkeit (Inside Out)
- 1987: Die Entführung der Kari Swenson (The Abduction of Kari Swenson, Fernsehfilm)
- 1988: Die Gerechten (The Town Bully, Fernsehfilm)
- 1989: I Love You Perfect (Fernsehfilm)
- 1989: Der Ruf des Adlers (Lonesome Dove, Fernsehserie, vier Folgen)
- 1990–1991: Down Home (Fernsehserie, 19 Folgen)
- 1991: Grüne Tomaten (Fried Green Tomatoes)
- 1993: Wildes Land (Return to Lonesome Dove, Fernsehserie, drei Folgen)
- 1993: Gettysburg
- 1993: Land in Flammen (Class of ’61, Fernsehfilm)
- 1993: Am Rande des Todes (The Switch, Fernsehfilm)
- 1994: Operation Blue Sky (Blue Sky)
- 1994: Blackout – Ein Detektiv sucht sich selbst (Clean Slate)
- 1995: Lone Justice 2